# Campionati europei di slittino 1976
I Campionati europei di slittino 1975 sono stati la 23ª edizione della competizione.
Si sono svolti a Hammarstrand, in Svezia.

## Medagliere
| Pos.   | Nazione          | Oro | Argento | Bronzo | Totale |
| ------ | ---------------- | --- | ------- | ------ | ------ |
| 1      | Germania Est     | 2   | 0       | 1      | 3      |
| 2      | Unione Sovietica | 1   | 0       | 1      | 2      |
| 3      | Svezia           | 0   | 2       | 0      | 2      |
| 4      | Norvegia         | 0   | 1       | 0      | 1      |
| 5      | Polonia          | 0   | 0       | 1      | 1      |
| Totale | Totale           | 3   | 3       | 3      | 9      |

## Podi
| Evento            | Oro                          | Argento                   | Bronzo                      |
| Singolo Maschile  | Wolfram Fiedler              | Michael Gärdebäck         | Hans-Heinrich Winkler       |
| Singolo Femminile | Vera Zozula                  | Agneta Lindskog           | Halina Biegun               |
| Doppio            | Bernd Dreyer Roland Herdmann | Asle Strand Helge Svensen | Dainis Bremse Algars Kirkis |